# Parc de la Légion d'honneur
Le parc de la Légion d'honneur est un parc urbain à l'Est du centre-ville de  Saint-Denis d'environ 24 hectares propriété de l'ordre national de la Légion d'honneur, qui gère le site dionysien de la Maison d'éducation de la Légion d'honneur.
Le tiers sud du parc est ouvert au public toute l'année. Sa partie centrale l'est uniquement l'été, hormis les espaces les plus proches des bâtiments, la partie nord n'étant pas publique.

## Présentation

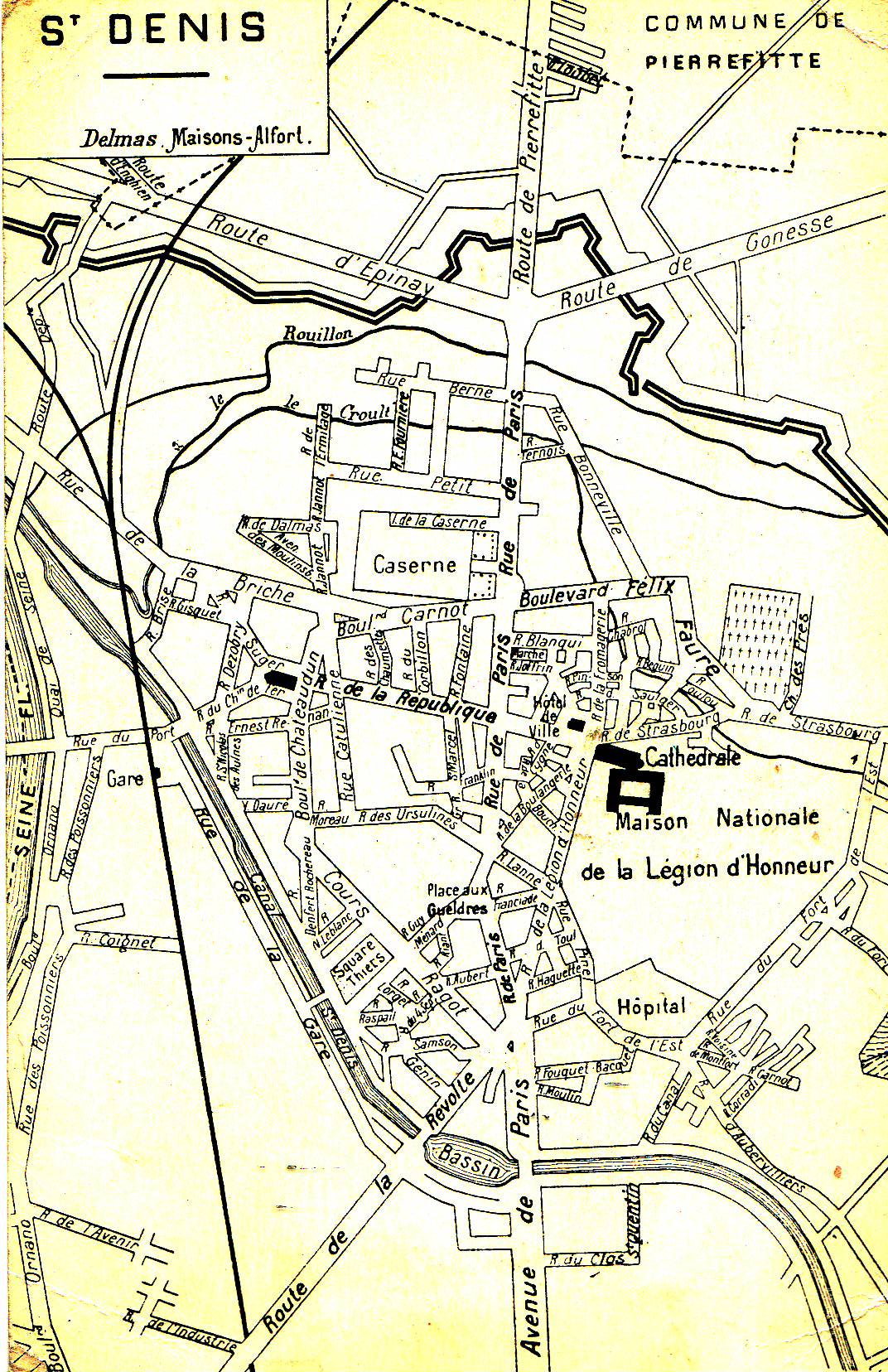
Plan ancien du centre-ville montrant l'emprise totale du parc.

Le parc de la Légion d'honneur est parc urbain de 24 hectares ceinturé d'une enceinte de pierre qui est une ancienne dépendance de l'abbaye de Saint-Denis. Après la fondation des maisons d'éducation de la Légion d'honneur en 1805 par Napoléon Ier, le site de Saint-Denis est retenu en 1809 : les bâtiments de l'abbaye et son parc sont alors disjoints de la basilique Saint-Denis, le parc étant réservé à cette institution de jeunes filles. Ce n'est qu'à la fin du XXe siècle qu'il ouvre partiellement au public.
Au plus des bâtiments d'enseignements et ses annexes, le parc est aménagé sous forme de pelouses traversé par de larges allées empierrées, qui font l'objet d'un classement au titre des monuments historiques par décret du 19 juin 1927. Au centre, face au pavillon de musique édifié en 1895, se trouve une statue en bronze du chevalier Bayard réalisée en 1895 par Aristide Croisy.
L'espace se prolonge vers l'Est par un espace arboré de 4 hectares comprenant une grande prairie, qui est ouvert à la population en juillet et août depuis 1982 dans le cadre d'une convention avec la Ville, qui y organise le tir du feu d'artifice de la Fête nationale, le soir du 13 juillet, et diverses animations estivales.
L'espace plus au nord comprend le gymnase du groupe scolaire, construit en 1980, et un espace vert dans l'angle Nord-Est du parc, qui reste fermé au public, sauf une allée permettant durant l'été un accès à la partie centrale par le portail situé face à la station Cimetière de Saint-Denis du tramway T1.
Lors de la création du Département de la Seine-Saint-Denis, l'installation de la préfecture est un temps envisagée à Saint-Denis en 1965, mais le parc de la Légion d'honneur aurait été le seul espace assez vaste pour l'accueillir et le choix est fait de maintenir cet espace vert.
Durant toute l'année, une convention avec la Ville nouée en 1970 avec l'ordre national de la Légion d'honneur permet l'usage public et gratuit des 8 hectares du sud parc. Il offre des espaces arborés, des pelouses et des aires de jeux pour enfants. Son entretien et son gardiennage sont assurés par des agents de Plaine commune. Une entrée se trouve à l'Ouest du parc, par la rue Pinel, où l'on trouve les locaux des agents. L'entrée Est donne sur l'avenue Paul Vaillant-Couturier.
La partie sud du parc a accueilli la fan-zone de l'Euro 2016 de football et de la finale 2022 de la Ligue des champions. Durant les Jeux olympiques d'été de 2024, le site est renommé Playground et accueille de multiples activités sportives et de divertissement à proximité des sites de compétition, amenant locaux et spectateurs de province et de l'étranger à se côtoyer, avec une affluence de 1 500 à 5 000 personnes par jour.

## Informations pratiques

### Horaires d'ouverture
- Février à mars : 7h à 18h30
- Avril : de 7h à 20h
- Mai à août : de 7h à 21h
- Septembre : de 7h à 20h
- Octobre : 7h à 18h30
- Novembre à janvier : 8h à 17h30[3].

### Transports en commun
Le parc est desservi par la ligne 13 du métro de Paris et la ligne 8 du tramway d'Île-de-France à la station Saint-Denis - Porte de Paris.